# Светско првенство у фудбалу за жене 2003.
Светско првенство у фудбалу за жене 2003. (енгл. 2003 FIFA Women's World Cup) било је четврто међународно фудбалско првенство за жене, које се одржавало у САД од 20. септембра до 12. октобра 2003. године. Турнир је освојила репрезентација Немачке, која је постала прва земља која је успела да освоји и мушко и женско Светско првенство у фудбалу.
Кина је првобитно добила право да буде домаћин турнира, који би се одржао од 23. септембра до 11. октобра у четири кинеска града. Озбиљна епидемија САРС-а почетком 2003. утицала је на Гуангдунг у јужној Кини и навела ФИФА да премести Светско првенство за жене у Сједињене Државе, које су биле домаћин претходног издања 1999. године. Кина је уместо тога добила право домаћинства ФИФА Светског првенства за жене 2007. године и финансијску надокнаду док је Фудбалска федерација Сједињених Држава направила нове аранжмане за гостовање на мањим стадионима.

## Припреме

### Избор и промена домаћина
ФИФА је Кини 26. октобра 2000. доделила права домаћина Светског првенства за жене, која је надмашила понуду Аустралије. Првобитно је било планирано да турнир буде одржан од 23. септембра до 11. октобра на местима у Шангају, Вухану, Ченгдуу и Хангџоу.  Неколико спортских догађаја у Кини је отказано или одложено почетком априла због избијања САРС-а на југу Кине, укључујући званични жреб за Светско првенство за жене, а ФИФА је покренула заједничку истрагу са Светском здравственом организацијом о томе да ли ће се епидемија смирити до време турнира. Сједињене Државе, Канада и Аустралија су у то време помињане као потенцијалне замене за домаћина првенства.
ФИФА је 3. маја 2003. године објавила да ће преместити турнир у другу земљу домаћина, што ће бити одређено касније, Сједињене Америчке Државе и Аустралија су изразиле интересовање за домаћинство, док је Бразил представљен као још један потенцијални домаћин. ФИФА је такође најавила да ће Кини уместо тога доделити ФИФА Светско првенство за жене 2007. и платити милион долара организационом комитету да надокнади трошкове планирања.  Дана 26. маја 2003, Сједињене Државе су објављене као нови домаћин турнира, пре друге формалне понуде коју је поднела Шведска. Сједињене Државе су оцењене као погодан домаћин за хитне случајеве због њиховог искуства у организацији турнира 1999. године, упркос потенцијалним сукобима у јесењем спортском распореду са америчким фудбалом и бејзболом. Организатори у Сједињеним Државама су се такође надали да ће интересовање које је турнир створио спасити професионалну лигу која се бори, Женска уједињена фудбалска асоцијација, од распада. Лига се на крају ипак распала неколико дана пре него што је турнир почео у септембру.

## Градови и стадиони
Тридесет и две утакмице турнира одиграна су на шест локација и организована у 15 даблхедера, са изузетком меча за треће место и финала, који су се играли одвојеним данима. Подручје Лос Анђелеса се поновило као домаћин финала, које је премештено из Роуз боула у Хоум дипо центар, мањи стадион у Карсону, Калифорнија. Утакмице су биле заказане у двомећу и померене су са четири места на источној обали у два на западној обали како се приближавало ка завршници турнира. Величина и обим турнира су такође смањени у односу на издање из 1999. године због ограниченог времена за организацију и припрему за догађај.
Углавном због померања турнира у кратком року, ФИФА и Фудбалска федерација Сједињених Држава биле су принуђене да креативно заказују утакмице. Девет дуела је било заказано у групној игри (слично формату из 1999.). Такође су морали да напусте модерну праксу заказивања завршних мечева групне фазе да почну истовремено. У групама А и Д, финални мечеви су заказани као два краја двомеча (два меча у једном дану на једном стадиону). Финални мечеви у групама Б и Ц такође су били заказани као даблхедери, али подељени између два града, са мечом у групи Б у сваком граду након чега је уследио меч групе Ц. Четири четвртфинала су такође била заказана као два дуела, а оба полуфинала су такође била двомеч.
Имена стадиона домаћина су објављена 13. јуна 2003, укључујући три велика стадиона за отварање турнира и три мала фудбалска стадиона за касније фазе. Стадион Џајантса у области Њујорка одустао је од гостовања пошто није могао да реши проблеме са распоредом са Њујорк Џајантсима. За турнир, новореновирани ПГЕ Парк у Портланду (бивши Сивик Стадион) добио је нову травнату површину и привремена седишта како би се повећао капацитет на 28.359, претходно је био домаћин неколико мечева током турнира 1999. године. Стадион Ђилет је заменио срушени стадион Фоксборо, док је стадион РФК изабран уместо стадиона Џек Кент Кук у области Вашингтона. Локације су такође користиле нове безбедносне мере које је захтевала америчка влада након напада 11. септембра 2001. године.
| Филаделфија | Фоксборо                             | Вашингтон          |
| --- | ------------------------------------ | ------------------ |
| Стадион Линколн фајнаншиал филд                                                                                               | Стадион Ђилет                        | РФК меморијал      |
| Капацитет: 70.000 | Капацитет: 68.000 (смањен на 22.385) | Капацитет: 53.,000 |
| |                                      |                    |
| КарсонКоламбусФоксбороФиладелфијаПортландВашингтонМеста одржавања ФИФА Светског првенства за жене 2003. у Сједињеним Државама |                                      |                    |
| Карсон | Портланд                             | Коламбус           |
| Хоум дипо центар | Провиденс парк                       | Хисторик кру       |
| Капацитет: 28.359 | Капацитет: 27.500                    | Капацитет: 22.555  |
| |                                      |                    |

## Репрезентације и званичници

### Квалификације
Шеснаест репрезентација је учествовало на Светском првенству за жене 2003. године. Оне су одређене низом континенталних квалификационих турнира који су одржани од 18. августа 2001. до 12. јула 2003. године. Три тима, Аргентина, Француска и Јужна Кореја, дебитовале су на Светском првенству за жене на турниру 2003. године. Преосталих тринаест репрезентација се такмичило на претходном Светском првенству.
Кина је добила аутоматску квалификацију као домаћин и задржала је након што су Сједињене Америчке Државе именоване као замена. Преосталих петнаест учесника, укључујући и САД, одређени су кроз серију континенталних турнира са терена од 99 тимова. ФИФА је доделила пет места Европи, по два у Африци, Азију, Северној Америци и Јужној Америци (повећано за један у односу на турнир 1999.), а један за Океанију. Светско првенство за жене 2003. такође је коришћено за одређивање две европске учеснице на Летњим олимпијским играма 2004. године.
| - Африка (КАФ) - Нигерија - Гана - Азија (АФК) - Северна Кореја - Кина (задржао аутоматску квалификацију као оригинални домаћин) - Јужна Кореја - Јапан - Јужна Америка (Конмебол) - Бразил - Аргентина | - Европа (УЕФА) - Француска - Немачка - Русија - Норвешка - Шведска - Океанија (ОФК) - Аустралија - Северна Америка, Централна Америка и Кариби (Конкакаф) - Канада - Сједињене Државе (замена домаћина) |

## Групна фаза
Формат турнира остао је непромењен у односу на издање из 1999. године, а прво коло се састојало од шеснаест тимова организованих у четири групе финалним жребом. Групна фаза по кругу се састојала од 24 утакмице у којима је сваки тим играо по један меч против друга три тима у својој групи. Победници и другопласирани из сваке групе квалификовали су се за нокаут фазу, која је почела четвртфиналом.
| Критеријуми за изједначен резултат у групи |
| --- |
| Пласман тимова у групној фази одређен је на следећи начин: 1. Бодови добијени у свим утакмицама у групи (два бода за победу, један за реми, ниједан за пораз), 2. Гол-разлика у свим утакмицама у групи, 3. Број постигнутих голова у свим утакмицама у групи, 4. Поени добијени у утакмицама између дотичних тимова, 5. Гол разлика у утакмицама између дотичних тимова, 6. Број голова постигнутих у утакмицама између дотичних тимова, 7. Извлачење жребом. |

### Група А
| Pos | Тим              | О | П | Н | И | ГД | ГП | ГР  | Бод. | Qualification                   |
| --- | ---------------- | - | - | - | - | -- | -- | --- | ---- | ------------------------------- |
| 1   | Сједињене Државе | 3 | 3 | 0 | 0 | 11 | 1  | +10 | 9    | Квалификовала се за нокаут фазу |
| 2   | Шведска          | 3 | 2 | 0 | 1 | 5  | 3  | +2  | 6    | Квалификовала се за нокаут фазу |
| 3   | Северна Кореја   | 3 | 1 | 0 | 2 | 3  | 4  | −1  | 3    |                                 |
| 4   | Нигерија         | 3 | 0 | 0 | 3 | 0  | 11 | −11 | 0    |                                 |

Група А укључивала је три тима из групе А претходног издања првенства, домаћине и браниоци титуле Сједињене Државе, афричке шампионе Нигерију и шампионе Азије Северну Кореју, заједно са европским вицешампионом Шведском. Названа је турнирска „Група смрти“ у време финалног жребања, због присуства три континентална шампиона и другопласираног. Нигерија је поражена са 3 : 0 од Северне Кореје у првом мечу турнира, одиграном у Филаделфији 20. септембра, уз два гола Џин Пјол-хуј и један Ри Ун-Гјонг током доминирајућег наступа током већег дела меча. Сједињене Државе су почеле одбрану титуле победом са 3 : 1 у мечу против Шведске у Вашингтону на Меморијалном стадиону РФК, којем је присуствовало 34.144 гледалаца. Кристин Лили је погодила волејем са 20 yd (18 m) у 28. минуту, а уследио је погодак Синди Парлоу главом за вођство од 2 : 0 на полувремену. Ударац главом Викторије Свенсон у 58. минуту смањио је вођство, али је предност од два гола враћена у 78. минуту када је ударцем главом Шенон Бокс након корнера постигла гол.
Шведска је победила са 1 : 0 у свом другом мечу, који је играо против Северне Кореје у Филаделфији, уз волеј из волеја Свенсон у седмом минуту. Шведска одбрана је ограничила Северну Кореју на један ударац у првом полувремену, али је голман Ри Јонг-хуј спречила пораз са неколико одличних одбрана. Сједињене Државе су напредовале даље у групи са поразом од Нигерије резултатом 5 : 0, али нису успеле да изборе пласман у рану четвртфинале. Миа Хам, дугогодишње вођа екипе, постигла је погодак из пенала у шестом минуту и са 32 yd (29 m) из слободног ударца у дванаестом минуту. Њена партнерка у нападу, Синди Парлоу, такође је постигла гол на самом почетку другог полувремена ударцем главом после корнера који је извела Миа Хам. Еби Вамбак, која је ушла као замена, постигла је свој први гол на Светском првенству за жене, а коначни гол на утакмици постигнт је из пенала који је у 89. минуту извела Џули Фоуди.
Треће коло групе А је одигран као двомеч у Коламбусу, почео је победом Шведске над Нигеријом од 3 : 0 и тиме изборила пласман у четвртфинале тако што је завршила на другом месту у групи. После првог полувремена без голова, нападач Хана Љунгберг је у 56. минуту постигла гол ударцем главом а недуго после додала други у 79. минуту. Капитен Шведске репрезентације Малин Мостром је потом два минута касније постигла трећи гол за свој тим. Швеђанке су доминирале утакмицом са 14 удараца у гол. Сједињене Државе су против Северне Кореје играле практично са резервним тимом, што је била прва утакмица Светског првенства без звезде Мије Хам. Репрезентација САД је повела у 17. минуту из једанаестерца који је досуђен због фаула над Тифени Милбрет, а гол је постигла Еби Вамбак. Кет Редик, једини колеџ играч у америчкој репрезентацији, је постигла гол након одбијене лопте у 48. минуту и ударцем главом у 66. минуту и тиме су Сједињене Државе победиле 3 : 0 и завршиле на врху Групе А.
| Нигерија | (0 : 3)  | Северна Кореја                            |
| -------- | -------- | ----------------------------------------- |
|          | Извештај | - Ђин Пјол-хуј 13’, 88’ - Ри Ун-гјонг 73’ |

| Сједињене Државе                                           | (3 : 1)  | Шведска                        |
| ---------------------------------------------------------- | -------- | ------------------------------ |
| - Кристин Лили 27’ - Синди Парлов Кон 36’ - Шенон Бокс 78’ | Извештај | - Викторија Сендел Свенсон 58’ |

| Шведска                       | (1 : 0)  | Северна Кореја |
| ----------------------------- | -------- | -------------- |
| - Викторија Сандел Свенсон 7’ | Извештај |                |

| Сједињене Државе                                                                     | (5 : 0)  | Нигерија |
| ------------------------------------------------------------------------------------ | -------- | -------- |
| - Миа Хам 6’ (пен.), 12’ - Синди Паелоу 47’ - Еби Вамбак 65’ - Џули Фауди 89’ (пен.) | Извештај |          |

| Шведска                                      | (3 : 0)  | Нигерија |
| -------------------------------------------- | -------- | -------- |
| - Хана Љунгберг 56’, 79’ - Малин Мострем 81’ | Извештај |          |

| Северна Кореја | (0 : 3)  | Сједињене Државе                               |
| -------------- | -------- | ---------------------------------------------- |
|                | Извештај | - Еби Вамбак 17’ (пен.) - Кет Вајтхил 48’, 66’ |

### Група Б
| Pos | Тим          | О | П | Н | И | ГД | ГП | ГР  | Бод. | Qualification                   |
| --- | ------------ | - | - | - | - | -- | -- | --- | ---- | ------------------------------- |
| 1   | Бразил       | 3 | 2 | 1 | 0 | 8  | 2  | +6  | 7    | Квалификовала се за нокаут фазу |
| 2   | Норвешка     | 3 | 2 | 0 | 1 | 10 | 5  | +5  | 6    | Квалификовала се за нокаут фазу |
| 3   | Француска    | 3 | 1 | 1 | 1 | 2  | 3  | −1  | 4    |                                 |
| 4   | Јужна Кореја | 3 | 0 | 0 | 3 | 1  | 11 | −10 | 0    |                                 |

У Групи Б, полуфиналисткињама из 1999. Бразилу и Норвешкој придружиле су се дебитантице на Светском првенству за жене Француска и Јужна Кореја. Норвешка и Француска су играле у истој континенталној квалификационој групи, завршивши на првом и другом месту у својој групи, Француска се квалификовала за финални пласман у Европу победом у серији плеј-офа у две фазе против Данске и Енглеске. Норвешка је победила са 2 : 0 у првом мечу против Француске, са головима у другом полувремену Аните Рап главом и ударцем одбијене лопте капитена Дагни Мелгрен. Бразил је победио Јужну Кореју са 3 : 0 у свом уводном мечу, пеналом који је постигла 17-годишња везиста Марта у 14. минуту и два гола у другом полувремену нападача Катје.
Бразил се пласирао на чело Групе Б победом над Норвешком са резултатом од 4 : 1, коју су неочекивано савладали млађи репрезентативци Бразила, 19-годишња Данијела је у 26. минуту после продора кроз скоро целокупну одбрану Норвешке постигла погодак, а у 37. минуту из слободног ударца главом ју је пратила 21-годишња дефанзивка Росана. Норвешка нападачица Маријана Петерсен је постигла гол главом пре полувремена и довела тим на један гол за изједначење, али је на убацивање Марте и ударца главом Катје у другом полувремену донели Бразилу победу. Други дуел у мечу завршен је поразом Јужне Кореје од Француске са 1 : 0, а први гол за тим на Светском првенству постигла је Маринет Пишон у 84. минуту, као резултат тога, Француска и Норвешка су остале изједначене на другом месту са могућношћу троструког изједначења на крају групне фазе.
Норвешка се опоравила од пораза од Бразила победивши Јужну Кореју резултатом 7 : 1 и пласирала се у четвртфинале као другопласирани тим у групи. Дагни Мелгрен је два пута погодила у првом полувремену и такође забележила две асистенције на голове Солвеиге Гулбрандсен у петом минуту и Маријане Петерсен пре полувремена. Дефанзивац Брит Сандаун је постигла погодак из волеја са 30 yd (27 m) почетком другог полувремена, а у записник јој се придружила Линда Ермен, која је ушла у меч као замена у 69. минуту и два пута погодила на крају меча Ким Ђин-хе је дала утешни гол, први за своју нацију на Светском првенству, искористила је грешку у одбрани  Норвешке у 75. минуту. Бразил је повео против Француске у последњој утакмици групне фазе у 58. минуту голом Катје, али је у надокнади времена Францускиња Пишон. Утакмица је завршена нерешеним резултатом 1 : 1, тиме је Бразил завршио на првом месту у групи и пласирао се у четвртфинале.
| Норвешка                            | (2 : 0)  | Француска |
| ----------------------------------- | -------- | --------- |
| - Анита Рап 47’ - Дагни Мелгрен 66’ | Извештај |           |

| Бразил                                                | (3 : 0)  | Јужна Кореја |
| ----------------------------------------------------- | -------- | ------------ |
| - Марта 14’ (пен.) - Катја Тејшејра да Силва 55’, 62’ | Извештај |              |

| Норвешка              | (1 : 4)  | Бразил                                                                                              |
| --------------------- | -------- | --------------------------------------------------------------------------------------------------- |
| - Мариан Петерсен 45’ | Извештај | - Данијела Алвес Лима 26’ - Розана дос Сантос Августо 37’ - Марта 59’ - Катја Тејшејра да Силва 68’ |

| Француска           | (1 : 0)  | Јужна Кореја |
| ------------------- | -------- | ------------ |
| - Маринет Пишон 84’ | Извештај |              |

| Јужна Кореја     | (1 : 7)  | Норвешка |
| ---------------- | -------- | --- |
| - Ким Јин-хи 75’ | Извештај | - Солвег Гулбрандсен 5’ - Дагни Мелгрин 24’, 31’ - Маријан Петерсен 40’ - Брит Сандун 52’ - Линда Ермен 80’, 90’ |

| Француска             | (1 : 1)  | Бразил                        |
| --------------------- | -------- | ----------------------------- |
| - Маринет Пижон 90+2’ | Извештај | - Катја Тејшејра да Силва 58’ |

### Група Ц
| Pos | Тим       | О | П | Н | И | ГД | ГП | ГР  | Бод. | Qualification                   |
| --- | --------- | - | - | - | - | -- | -- | --- | ---- | ------------------------------- |
| 1   | Немачка   | 3 | 3 | 0 | 0 | 13 | 2  | +11 | 9    | Квалификовала се за нокаут фазу |
| 2   | Канада    | 3 | 2 | 0 | 1 | 7  | 5  | +2  | 6    | Квалификовала се за нокаут фазу |
| 3   | Јапан     | 3 | 1 | 0 | 2 | 7  | 6  | +1  | 3    |                                 |
| 4   | Аргентина | 3 | 0 | 0 | 3 | 1  | 15 | −14 | 0    |                                 |

Група Ц укључивала је вицешампионе Немачку из 1995., вицешампиона Северне Америке Канаду, Јапан, који се квалификовао кроз интерконтинентални плеј-оф и дебитанте Аргентину. У првом мечу прве утакмице у групи у Колумбусу, Кристин Синклер је постигла свој први гол на Светском првенству за жене у четвртом минуту са ударцем главом главом и довела Канаду до вођства. Немачка је потом изједначила из једанаестерца пре полувремена, досуђеног за играње руком, затим је постигла још три гола, по један гол Биргит Принц и резерва Керстин Гарефрекес.  Други меч у Колумбусу завршен је тако што је Аргентина поражена од Јапана резултатом 6 : 0, уз два гола Хомаре Саве и хет-трик који је постигла Мио Отани у периоду од осам минута у другом полувремену. Аргентина је изгубила нападача Наталију Гати због црвеног картона у 39. минуту, отварајући могућности нападима Јапанки.
Даблхедер другог меча, такође одигран у Колумбусу, завршио се победом Немачке над Јапаном од 3 : 0 и Канаде над Аргентином. Немачка је искористила своје високе играче и физичку форму да искључи Јапан, ограничавајући их на неколико шанси. Сандра Минерт је постигла погодак након скока после ударца из корнера у 23. минуту, а уследило је пар голова нападача Биргит Принц у 36. и 66. минуту, оба из одузетих лопти на средини терена. Канада је остварила прву победу на Светском првенству у свом осмом мечу са два гола које је постигла Кристин Летам, која је такође изборила пенал у 19. минуту који је отворио гол против Аргентине.  Победа је поставила Канаду поравнату са Јапаном за друго место у групи, остављајући сценарио да победник узима све у њиховом међусобном мечу.
Канада је изборила свој први пласман у четвртфинале савладавши Јапан са 3 : 1 у својој последњој утакмици групне фазе, упркос томе што је у 20. минуту примила гол који је постигла јапански везни играч Хомаре Сава. Латам је изједначила својим ударцем у 36. минуту, а Канада је повела после полувремена голом Кристин Синклер и ударцем Кара Ланга у 72. минуту.  Немачка је завршила на врху групе са три победе након пораза од Аргентине резултатом 6 : 1, укључујући четири гола постигнута у првом полувремену. Тим је изгубио дефанзивца Стефи Џонес због повреде колена у другом полувремену и дали утешни гол пре него што су аргентинке постигле још два гола на крају меча и и тиме поставиле крајњи резултат утакмице.
| Немачка                                                                                        | (4 : 1)  | Канада               |
| ---------------------------------------------------------------------------------------------- | -------- | -------------------- |
| - Бетина Вегман 39’ (пен.) - Стефани Готшлих 47’ - Биргит Принц 75’ - Керстин Гарефрекес 90+2’ | Извештај | - Кристин Синклер 4’ |

| Јапан                                                               | (6 : 0)  | Аргентина |
| ------------------------------------------------------------------- | -------- | --------- |
| - Хомаре Сава 13’, 38’ - Еми Јамамото 64’ - Мио Отани 72’, 75’, 80’ | Извештај |           |

| Немачка                                     | (3 : 0)  | Јапан |
| ------------------------------------------- | -------- | ----- |
| - Сандра Минерт 23’ - Биргит Принц 36’, 66’ | Извештај |       |

| Канада                                              | (3 : 0)  | Аргентина |
| --------------------------------------------------- | -------- | --------- |
| - Шармејн Хупер 19’ (пен.) - Кристин Латам 79’, 82’ | Извештај |           |

| Канада                                                    | (3 : 1)  | Јапан             |
| --------------------------------------------------------- | -------- | ----------------- |
| - Кристин Латам 36’ - Кристин Синклер 49’ - Кара Ланг 72’ | Извештај | - Хомаре Сава 20’ |

| Аргентина           | (1 : 6)  | Немачка |
| ------------------- | -------- | --- |
| - Јанина Гајтан 71’ | Извештај | - Марен Мајнерт 3’, 43’ - Бетина Вегман 24’ (пен.) - Биргит Принц 32’ - Кони Полерс 89’ - Мартина Милер 90+2’ |

### Група Д
| Pos | Тим        | О | П | Н | И | ГД | ГП | ГР | Бод. | Qualification                   |
| --- | ---------- | - | - | - | - | -- | -- | -- | ---- | ------------------------------- |
| 1   | Кина       | 3 | 2 | 1 | 0 | 3  | 1  | +2 | 7    | Квалификовала се за нокаут фазу |
| 2   | Русија     | 3 | 2 | 0 | 1 | 5  | 2  | +3 | 6    | Квалификовала се за нокаут фазу |
| 3   | Гана       | 3 | 1 | 0 | 2 | 2  | 5  | −3 | 3    |                                 |
| 4   | Аустралија | 3 | 0 | 1 | 2 | 3  | 5  | −2 | 1    |                                 |

Првобитни домаћини и Кина из вицешампиони из 1999. године, су постављени у Групу Д, где ће играти заједно са афричким вицешампионом Ганом, шампионом Океаније, Аустралијом и четвртфиналисткињом из 1999. Русијом. Аустралија је наставила низ без победе на Светском првенству за жене изгубивши од Русије са 2 : 1 у првом мечу, упркос томе што је повела са 1 : 0 у 38. минуту голом Кели Голебовски. Русија је минут касније изједначила меч аутоголом Дијане Алагић, а Елена Фомина је у 89. минуту постигла свој други гол ударцем са ивице казненог простора. Кина, која се сматра фаворитом за прво место у групи, победила је Гану са 1 : 0 у првом мечу голом Суен Вен, која је био најбољи стрелац на Светском првенству 1999. године.
Русија је обезбедила пласман у четвртфинале савладавши Гану са 3 : 0 у свом другом мечу, чиме су заузели прво место у групи. Резултат су отворили у 36. минуту слободним ударцем Марине Саенко, након чега су уследила још два ударца и голови из близине у другом полувремену Наталије Барбашина и Олге Летјушове. Фаворити групе Кина је неочекивано примила гол од Аустралије у првом полувремену меча, који је постигла у 28. минуту везиста Хедер Гариок, чиме су „Матилдас” поправили свој негативни рекорд на Светском купу. Потенцијално изједначење у првом полувремену није искористила Суен Вен, њен ударац је одбранила са линије голман Аустралије Шерил Солсбери, али је Баи Ђе успела да постигне гол убрзо после полувремена како би тиме изједначила резултат ипоставила коначен резилтат утакмице реми.
Аустралија је наставила свој низ без победе на Светском првенству након што је изгубила са 2 : 1 у последњој утакмици групне фазе против Гане, која је такође елиминисана од пласмана у четвртфинале. Ганска нападачица Алберта Саки, која је проглашена за најбољу фудбалерку Африке, постигла је два гола у року од пет минута пред крај првог полувремена, једном из даљине, а други из скока. Хедер Гариок је смањила предност у 61. минуту својим голом и Аустралија је кренула да притиска за изједначење, али није успела да постигне гол и завршила је на дну групе. Кина се квалификовала у четвртфинале елиминацијом Аустралије и победила Русију резултатом 1 : 0 и завршила на првом месту у групи. Баи Ђе је постигла једини гол на мечу у 16. минуту, упркос 18 шутева Кине, од којих је седам одбранио руски голман Ала Волкова.
| Аустралија             | (1 : 2)  | Русија                                        |
| ---------------------- | -------- | --------------------------------------------- |
| - Кели Голебиовски 38’ | Извештај | - Дијана Алагић 39’ (а.г.) - Елена Фомина 89’ |

| Кина           | (1 : 0)  | Гана |
| -------------- | -------- | ---- |
| - Суен Вен 29’ | Извештај |      |

| Гана | (0 : 3)  | Русија                                                            |
| ---- | -------- | ----------------------------------------------------------------- |
|      | Извештај | - Марина Саенко 36’ - Наталија Барбашина 54’ - Олга Летјушова 80’ |

| Кина         | (1 : 1)  | Аустралија         |
| ------------ | -------- | ------------------ |
| - Бај Ђе 46’ | Извештај | - Хедер Гериок 28’ |

| Гана                    | (2 : 1)  | Аустралија         |
| ----------------------- | -------- | ------------------ |
| - Алберта Саки 34’, 39’ | Извештај | - Хедер Гариок 61’ |

| Кина         | (1 : 0)  | Русија |
| ------------ | -------- | ------ |
| - Беј Ђе 16’ | Извештај |        |

## Нокаут фаза
|  | Четвртфинале          | Четвртфинале          |                       |   | Полуфинале              | Полуфинале              |  |  | Финале | Финале |
|  |                       |                       |                       |   |                         |                         |  |  |        |        |
|  | 1. октобар – Фоксборо |                       |                       |   |                         |                         |  |  |        |        |
|  |                       |                       |                       |   |                         |                         |  |  |        |        |
|  | Сједињене Државе      | 1                     |                       |   |                         |                         |  |  |        |        |
|  | Сједињене Државе      | 1                     | 5. октобар – Портланд |   |                         |                         |  |  |        |        |
|  | Норвешка              | 0                     |                       |   |                         |                         |  |  |        |        |
|  | Норвешка              | 0                     | Сједињене Државе      | 0 |                         |                         |  |  |        |        |
|  | 2. октобар – Портланд |                       | Сједињене Државе      | 0 |                         |                         |  |  |        |        |
|  |                       | Немачка               | 3                     |   |                         |                         |  |  |        |        |
|  | Немачка               | Немачка               | 3                     | 7 |                         |                         |  |  |        |        |
|  | Немачка               |                       | 12. октобар – Карсон  | 7 |                         |                         |  |  |        |        |
|  | Русија                | 1                     |                       |   |                         |                         |  |  |        |        |
|  | Русија                | 1                     | Немачка (з. г.)       | 2 |                         |                         |  |  |        |        |
|  | 1. октобар – Фоксборо |                       | Немачка (з. г.)       | 2 |                         |                         |  |  |        |        |
|  |                       | Шведска               | 1                     |   |                         |                         |  |  |        |        |
|  | Бразил                | Шведска               | 1                     | 1 |                         |                         |  |  |        |        |
|  | Бразил                | 5. октобар – Портланд |                       | 1 |                         |                         |  |  |        |        |
|  | Шведска               | 2                     |                       |   |                         |                         |  |  |        |        |
|  | Шведска               | 2                     | Шведска               | 2 |                         |                         |  |  |        |        |
|  | 2. октобар – Портланд |                       | Шведска               | 2 |                         |                         |  |  |        |        |
|  |                       | Канада                | 1                     |   | Утакмица за треће место | Утакмица за треће место |  |  |        |        |
|  | Кина                  | Канада                | 1                     | 0 | Утакмица за треће место | Утакмица за треће место |  |  |        |        |
|  | Кина                  |                       | 11. октобар – Карсон  | 0 |                         |                         |  |  |        |        |
|  | Канада                | 1                     |                       |   |                         |                         |  |  |        |        |
|  | Канада                | 1                     | Сједињене Државе      | 3 |                         |                         |  |  |        |        |
|  |                       |                       |                       |   |                         |                         |  |  |        |        |
|  | Канада                | 1                     |                       |   |                         |                         |  |  |        |        |
|  | Канада                | 1                     |                       |   |                         |                         |  |  |        |        |

### Четвртфинале
| Бразил             | (1 : 2)  | Шведска                                             |
| ------------------ | -------- | --------------------------------------------------- |
| - Марта 44’ (пен.) | Извештај | - Викторија Сандел Свенсон 23’ - Малин Андерсон 53’ |

| Сједињене Државе | (1 : 0)  | Норвешка |
| ---------------- | -------- | -------- |
| - Еби Вамбак 24’ | Извештај |          |

| Немачка | (7 : 1)  | Русија               |
| --- | -------- | -------------------- |
| - Мартина Милер 25’ - Сандра Минерт 57’ - Пиа Вундерлик 60’ - Керстин Гарефрекес 62’, 85’ - Биргит Принц 80’, 89’ | Извештај | - Елена Данилова 70’ |

| Кина | (0 : 1)  | Канада             |
| ---- | -------- | ------------------ |
|      | Извештај | - Чармејн Хупер 7’ |

### Полуфинале
| Сједињене Државе | (0 : 3)  | Немачка                                                             |
| ---------------- | -------- | ------------------------------------------------------------------- |
|                  | Извештај | - Керстин Гарефрекес 15’ - Марен Мејнерт 90+1’ - Биргит Принц 90+3’ |

| Шведска                                   | (2 : 1)  | Канада          |
| ----------------------------------------- | -------- | --------------- |
| - Малин Мострем] 79’ - Јозефин Егвист 86’ | Извештај | - Кара Ланг 64’ |

### Утакмица за треће место
| Сједињене Државе                                          | (3 : 1)  | Канада                |
| --------------------------------------------------------- | -------- | --------------------- |
| - Кристин Лили 22’ - [Шенон Бокс 51’ - Тифени Милбрет 80’ | Извештај | - Кристин Синклер 38’ |

### Финале
| Немачка                               | (2 : 1)  | Шведска            |
| ------------------------------------- | -------- | ------------------ |
| - Марен Мајнерт 46’ - Нија Кинцер 98' | Извештај | - Хана Љунгерг 41’ |